# Фунаки, Кадзуёси
Кадзуёси Фунаки (яп. 船木 和喜 Кадзуёси Фунаки, род. 27 апреля 1975 года в Йоити) — японский прыгун с трамплина, двукратный олимпийский чемпион 1998 года, чемпион мира по полётам на лыжах (1998), чемпион мира на среднем трамплине (1999) и победитель Турне четырёх трамплинов (1998). Один из трёх японских прыгунов в истории, побеждавших на Олимпийских играх в личной дисциплине (наряду с олимпийским чемпионом 1972 года Юкио Касая) и олимпийским чемпионом 2022 года Рею Кобаяси.
Фунаки пришёл в прыжки с трамплина в возрасте 11 лет. И в его родном городе Йоити все были просто больны этим видом спорта, ведь олимпийский чемпион 1972 года Юкио Касая был именно из этих мест.
В декабре 1992 года Фунаки дебютировал в розыгрыше Кубка мира в японском Саппоро и занял 27-е место. А первая победа досталась Фунаки спустя два года в Планице, но не на легендарном полётном трамплине, а на снаряде К90.
Кадзуёси стал одним из создателей нового стиля в прыжках на лыжах — «стиля камикадзе», при котором во время полёта тело расположено не над лыжами, а между ними. Однако сейчас от него отказалось большинство атлетов из-за его опасности.
В сезоне 1994/95 Фунаки чуть было не выиграл Турне четырёх трамплинов: после трёх этапов он был лидером общего зачёта, но на последнем этапе в Бишофсхофене он показал самый далёкий прыжок — 131,5 м, но не смог зафиксировать приземление и пропустил вперед австрийца Андреаса Гольдбергера.
Самым успешным для японца стал сезон 1997/1998 — по его итогам Фунаки стал вторым в Кубке мира, выиграл Турне четырёх трамплинов, но наиболее важным успехом для японца стало выступление на Олимпиаде в родном Нагано. На олимпийских соревнованиях Фунаки выиграл индивидуальное и командное золото на большом трамплине, а на среднем трамплине стал вторым. Кроме того, во время Олимпиады он стал вторым спортсменом в истории прыжков на лыжах, который получил максимальные оценки 20,0 от всех пяти судей (первым был австриец Тони Иннауэр в 1976 году).
В 1999 году Кадзу стал чемпионом мира — на мировом форуме в Тронхейме он победил на среднем трамплине, кроме того, Кадзуёси Фунаки имеет в своём активе золото чемпионата мира по полётам (1998) и три серебра (1997, 1999, 2003) чемпионата мира.
На следующих Олимпийских играх Фунаки нёс флаг Японии на церемонии открытия, но в соревнованиях остался без медалей — в личных состязаниях он был седьмым и девятым, а сборная Японии стала пятой в командном первенстве.
С 2005 года Фунаки ушёл в тень и формально завершил карьеру, переехав на постоянное место жительства в Словению. Однако на этапе Кубка мира в Саппоро в 2011 году Кадзуёси Фунаки вновь вернулся в состав сборной Японии и занял 16-е место. В состав основной сборной он не входит, но на локальных японских соревнованиях стартует регулярно, и всегда попадает в национальную группу на соревнованиях в Хакубе и Саппоро вместе с другими японцами-ветеранами Акирой Хигаси, Юкио Сакано и Кадзуей Ёсиокой. На зимней Азиаде 2011 года Фунаки выиграл серебряную медаль, уступив только соотечественнику Ёсиоке. В январе 2012 года последний раз на данный момент принял участие в этапе Кубка мира в Саппоро, став 44-м на большом трамплине. В 2015 году в возрасте 39 лет выходил на старт отдельных локальных соревнований.
В 1999 году Фунаки получил награду Хольменколленского лыжного фестиваля.
При наличии индивидуальных побед на Турне четырёх трамплинов, на чемпионате мира и даже на Олимпийских играх, из главных титулов у Фунаки не хватает лишь Большого хрустального глобуса.